# Pachycladon
Pachycladon é um género botânico pertencente à família Brassicaceae.